# Chiesa di San Vittore Mauro (Aranno)
La chiesa di San Vittore Mauro è un edificio religioso barocco, ma di origine tardomedioevale, che si trova ad Aranno.

## Storia
La prima menzione dell'edificio, ricordato allora come cappella, risale al 1352. Nel 1614 la chiesa subì un ampliamento che consisté nell'aggiunta di due cappelle, una dedicata adesso come allora a Sant'Antonio da Padova e l'altra oggi intitolata alla Madonna della Cintola, ma originariamente consacrata a quella del Rosario. Il suo aspetto attuale, tuttavia, si deve perlopiù agli interventi realizzati a partire dal 1651, dopo che la chiesa ebbe ottenuto lo status di parrocchia autonoma tramite la separazione da quella di Iseo: un primo rimaneggiamento ebbe inizio sùbito e fu seguìto, nel 1661, dalla realizzazione del portale in granito che decora la facciata. Nello stesso secolo fu realizzato il campanile, poi modificato nel 1787 mediante l'aggiunta di un tamburo alla cella campanaria barocca. Nel 1777 l'edificio fu ulteriormente ampliato aggiungendo una seconda navata e fu decorato internamente da Giorgio Domenico Fossati e Cipriano Pelli. Altri rimaneggiamenti consisterono nell'aggiunta del coro di forma semicircolare (1815) e nella rivisitazione della chiesa il cui lascito più evidente è l'affresco di Tita Pozzi con San Vittore il Moro in facciata (1937).